# Anthony Cook
Anthony Cook (ur. 9 marca 1949 w Mobile) – amerykański seryjny morderca i gwałciciel, który w latach 1973–1981, zamordował w Toledo, 9 osób. Wszystkie ofiary były rasy białej, a zbrodnie zostały dokonane na tle rasowym. W 3 morderstwach Cookowi pomagał jego brat Nathaniel.

## Młodość
Cook urodził się w Mobile w stanie Alabama w ubogiej rodzinie. Miał ósemkę rodzeństwa. Gdy Cook był dzieckiem, jego rodzina przeniosła się do Toledo w stanie Ohio. Wówczas ojciec Cooka porzucił rodzinę. Niedługo później starszy brat Cooka został skazany za gwałt. Sam Anthony często wagarował i lubił przebywać w towarzystwie drobnych złodziei. W grudniu 1973 roku dokonał pierwszego morderstwa na 22-letniej kobiecie, jednak dopiero w 2000 roku udało się go powiązać z tą zbrodnią. W 1974 roku, został aresztowany za napad z bronią w ręku i skazany na karę 6 lat pozbawienia wolności. W trakcie pobytu w więzieniu, Cook był torturowany psychicznie i fizycznie przez strażników więziennych oraz współwięźniów. Wszyscy jego prześladowcy mieli biały kolor skóry i po wyjściu z więzienia, Cook zaczął otwarcie okazywać nienawiść wobec przedstawicieli rasy białej. W przyszłości, wszystkie jego ofiary były przedstawicielami rasy białej.

## Morderstwa
Po wyjściu z więzienia, Anthony zamieszkał ze swoim młodszym bratem Nathanielem, który był zawodowym kierowcą ciężarówki i prowadził ustabilizowany tryb życia. Anthony miał zły wpływ na brata, a w maju 1980 roku namówił go do popełnienia morderstwa. 14 maja 1980 roku, bracia zauważyli młodą parę przebywającą w samochodzie. Sterroryzowali parę bronią i wywieźli do lasu na przedmieściach Toledo, gdzie zgwałcili kobietę na oczach mężczyzny. Następnie Anthony zastrzelił mężczyznę, a kobietę dźgnął kilkukrotnie nożem. Kobieta przeżyła. W styczniu 1981 roku bracia dokonali kolejnej zbrodni – zgwałcili i zamordowali autostopowiczkę, a miesiąc później w podobny sposób zamordowali 12-letnią dziewczynkę. Po tej zbrodni Nathaniel przestał pomagać bratu.
W marcu i sierpniu 1981 roku, Anthony zamordował dwie pary młodych ludzi. We wrześniu 1981 roku usiłował zamordować kolejną parę, ale młodym ludziom udało się obezwładnić oprawcę. Napadnięty mężczyzna zawiadomił o zdarzeniu swojego ojca – Petera Sawickiego, który przyjechał na miejsce zdarzenia. Wówczas wywiązała się szamotanina między mężczyzną a Anthonym, w wyniku której Sawicki został śmiertelnie postrzelony. Cook zbiegł, jednak ujęto go miesiąc później.

## Procesy i wyroki
Cook był sądzony wyłącznie za ostatnie morderstwo, gdyż nie udało się go postawić w stan oskarżenia za pozostałe morderstwa, z braku dowodów. Niemniej, był podejrzany o popełnienie 5 z 8 morderstw, które rzeczywiście popełnił. Za zabójstwo Petera Sawickiego, Cook został skazany na dożywocie. W 1998 roku, Nathaniel Cook dopuścił się kradzieży. Policjanci pobrali wówczas od niego próbkę krwi do badań. Wówczas okazało się, że krew Nathaniela znaleziono na miejscach zbrodni z lat 80. oraz że jest spokrewniony z drugim sprawcą. Po ujawnieniu tych faktów, bracia przyznali się do morderstw i poszli na ugodę z prokuraturą, w celu uniknięcia kary śmierci. Anthony przyznał się też do morderstwa Vickie Lynn Small z 1973 roku, z którym go nie łączono. W kwietniu 2000 roku, Anthony Cook został skazany na dożywocie, a Nathaniel Cook na 75 lat więzienia z możliwością ubiegania się o zwolnienie warunkowe po 20 latach. W 2018 roku, sąd przychylił się do wniosku Nathaniela o zwolnienie warunkowe i od tego czasu przebywa na wolności. Jest zobowiązany do udziału w programach resocjalizacyjnych dla przestępców seksualnych.

## Ofiary
| L.p. | Ofiara            | Wiek | Data morderstwa  |
| ---- | ----------------- | ---- | ---------------- |
| 1.   | Vickie Lynn Small | 22   | 20 grudnia 1973  |
| 2.   | Thomas Gordon     | 24   | 14 maja 1980     |
| 3.   | Connie Thompson   | 19   | 3 stycznia 1981  |
| 4.   | Dawn Backes       | 12   | 21 lutego 1981   |
| 5.   | Scott Moulton     | 21   | 27 marca 1981    |
| 6.   | Denise Siotkowski | 22   | 27 marca 1981    |
| 7.   | Stacey Balonek    | 21   | 21 sierpnia 1981 |
| 8.   | Daryl Cole        | 21   | 21 sierpnia 1981 |
| 9.   | Peter Sawicki     | 43   | 18 września 1981 |